# Haplogrupo Q (ADN-Y)
En genética humana, el Haplogrupo Q (M242) es un haplogrupo del ADN del cromosoma Y humano que derivaría del haplogrupo P (M45), que se habría originado en el Sur de Asia hace unos 30   000   años y se habría extendido hacia América, en donde es predominante.

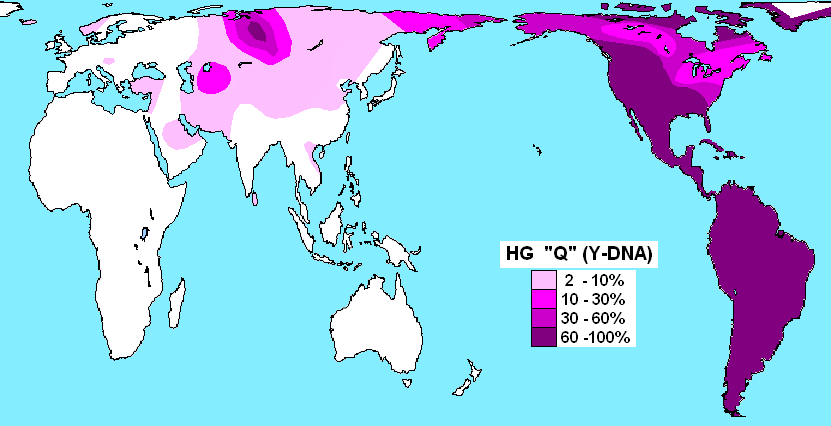
Distribución del haplogrupo Q en poblaciones nativas.

Este haplogrupo se encuentra en Siberia, en Asia Central y en todos los grupos indígenas americanos, incluyendo los esquimales. También se encuentra en otras zonas de Eurasia aisladamente o en pequeños porcentajes.

## Origen
El origen es difícil de determinar, aunque es probable que haya aparecido de ancestros patrilineales en el sur de Asia dada la variedad de clados antiguos de Q en esta región, especialmente en Afganistán y Pakistán. 
Otros creen que se originó en Asia Central, en lo referente al clado Q1-MEH2, ya que en los modernos mongoles se ha encontrado importante diversidad por la presencia de los subclados M120, M25, L53* y L330.

### Poblamiento de América
El haplogrupo Q-M3 (marcador M3, primero llamado DYS199T, luego Q3 y hoy Q1b1a1a), que es el más común en los amerindios, habría colonizado América conjuntamente con Q-Z780. Ambos haplogrupos descienden a su vez de
Q-L54, el cual es clave en el origen siberiano del poblamiento de América, pues viene de un proceso migratorio procedente del Asia Central. En todo caso lo que está claro es que estos haplogrupos proporcionan la prueba genética de que los primeros pobladores de América o paleoamericanos, llegaron de Siberia cruzando el estrecho de Behring hace 15.000 a 18.000 años durante la Edad de Hielo, constituyendo la actual población de los hablantes de lenguas amerindias. Caso diferente sucede con los pueblos hablantes de lenguas na-dené, cuyo haplogrupo principal es C2a-P39, pues ellos habrían llegado en una posterior migración a América hace 6.000 a 8.000 años y se asentaron en la costa de la actual Columbia Británica; mientras que los pueblos esquimales se caracterizan por el predominio del haplogrupo Q-NWT01 (Q1a1), poblando el ártico americano hace unos 5.000 años.

## Distribución
En Eurasia, solo en dos grupos de Eurasia Q tiene mayoría absoluta: en selkupis (~70%) y kets (~95%); viven en Siberia Central y tienen una población de 5.000 y 1.500, respectivamente. En Eurasia hay una correlación entre pueblos turcos y población del Asia Central. La frecuencia en Noruega, Mongolia y norte de China se aproxima al 4%, mientras que en las ciudades iraníes de Shiraz e Isfahán es del 6% y 8%. y en China son del subclado Q1a1-M120. En Uzbekistán y Turkmenistán, llega de 10% a 14% y 2% en Turquía y Líbano; en India donde las frecuencias son menores al 1%. 
En Sudamérica Bortolini et al 2003 reporta en Brasil en las etnias gorotire con 100%, asuriní 100%, káingang 86%, krahó 100%, Mekrãnoti 86%, pacaás novos 100%, parakanã 100%, tikuna 100%, cinta larga 100%, Urubu-Kaapor 100%, waiãpi 100% y xikrin 100%. En nativos aché de Paraguay 98%, en Venezuela en las etnias bari 100% y warao 100%, en Perú los yagua 100%, en Colombia destacan a la etnia zenú con un 81%, entre varios países guaraníes 86% e inganos 78%, entre Perú y Colombia los huitoto 75%, tiriyó entre Brasil y Surinam 100%, y entre Venezuela y Colombia guajiros 69% y yukpa 100%.
En Norteamérica se encontró 58% en los pueblos nativos de los Estados Unidos y 12% en hispanos.
En forma esquemática, la distribución en líneas generales de los principales subclados se puede resumir de la siguiente manera:
| Q‑NWT01 | \| \| Q-M120 en Asia Oriental. \| \| \| \| \| \| Q-YP1500 en esquimales y en Kamchatka. \| \| \| \| |
|         | \| \| Q-M120 en Asia Oriental. \| \| \| \| \| \| Q-YP1500 en esquimales y en Kamchatka. \| \| \| \| |
|         | Q-M25 disperso en Eurasia.                                                                          |
|         | |
|         | Q-M120 en Asia Oriental.                                                                            |
|         | |
|         | Q-YP1500 en esquimales y en Kamchatka.                                                              |
|         | |

|  | Q-M120 en Asia Oriental.               |
|  |                                        |
|  | Q-YP1500 en esquimales y en Kamchatka. |
|  |                                        |

|  | Q-Z780 en los indígenas de Latinoamérica.                                                                                             |
|  | |
|  | \| \| Q-M3 predominante en los pueblos Indígenas de América. En Chukotka. \| \| \| \| \| \| Q-L804 en el norte de Europa. \| \| \| \| |
|  | |
|  | Q-M3 predominante en los pueblos Indígenas de América. En Chukotka.                                                                   |
|  | |
|  | Q-L804 en el norte de Europa. |
|  | |

|  | Q-M3 predominante en los pueblos Indígenas de América. En Chukotka. |
|  |                                                                     |
|  | Q-L804 en el norte de Europa.                                       |
|  |                                                                     |

|  | Q-Z780 en los indígenas de Latinoamérica.                                                                                             |
|  | |
|  | \| \| Q-M3 predominante en los pueblos Indígenas de América. En Chukotka. \| \| \| \| \| \| Q-L804 en el norte de Europa. \| \| \| \| |
|  | |
|  | Q-M3 predominante en los pueblos Indígenas de América. En Chukotka.                                                                   |
|  | |
|  | Q-L804 en el norte de Europa. |
|  | |

|  | Q-M3 predominante en los pueblos Indígenas de América. En Chukotka. |
|  |                                                                     |
|  | Q-L804 en el norte de Europa.                                       |
|  |                                                                     |

|  | Q-Z780 en los indígenas de Latinoamérica.                                                                                             |
|  | |
|  | \| \| Q-M3 predominante en los pueblos Indígenas de América. En Chukotka. \| \| \| \| \| \| Q-L804 en el norte de Europa. \| \| \| \| |
|  | |
|  | Q-M3 predominante en los pueblos Indígenas de América. En Chukotka.                                                                   |
|  | |
|  | Q-L804 en el norte de Europa. |
|  | |

|  | Q-M3 predominante en los pueblos Indígenas de América. En Chukotka. |
|  |                                                                     |
|  | Q-L804 en el norte de Europa.                                       |
|  |                                                                     |

|  | Q-Z780 en los indígenas de Latinoamérica.                                                                                             |
|  | |
|  | \| \| Q-M3 predominante en los pueblos Indígenas de América. En Chukotka. \| \| \| \| \| \| Q-L804 en el norte de Europa. \| \| \| \| |
|  | |
|  | Q-M3 predominante en los pueblos Indígenas de América. En Chukotka.                                                                   |
|  | |
|  | Q-L804 en el norte de Europa. |
|  | |

|  | Q-M3 predominante en los pueblos Indígenas de América. En Chukotka. |
|  |                                                                     |
|  | Q-L804 en el norte de Europa.                                       |
|  |                                                                     |

|  | Q-Z780 en los indígenas de Latinoamérica.                                                                                             |
|  | |
|  | \| \| Q-M3 predominante en los pueblos Indígenas de América. En Chukotka. \| \| \| \| \| \| Q-L804 en el norte de Europa. \| \| \| \| |
|  | |
|  | Q-M3 predominante en los pueblos Indígenas de América. En Chukotka.                                                                   |
|  | |
|  | Q-L804 en el norte de Europa. |
|  | |

|  | Q-M3 predominante en los pueblos Indígenas de América. En Chukotka. |
|  |                                                                     |
|  | Q-L804 en el norte de Europa.                                       |
|  |                                                                     |

|  | Q-Z780 en los indígenas de Latinoamérica.                                                                                             |
|  | |
|  | \| \| Q-M3 predominante en los pueblos Indígenas de América. En Chukotka. \| \| \| \| \| \| Q-L804 en el norte de Europa. \| \| \| \| |
|  | |
|  | Q-M3 predominante en los pueblos Indígenas de América. En Chukotka.                                                                   |
|  | |
|  | Q-L804 en el norte de Europa. |
|  | |

|  | Q-M3 predominante en los pueblos Indígenas de América. En Chukotka. |
|  |                                                                     |
|  | Q-L804 en el norte de Europa.                                       |
|  |                                                                     |

|  | Q-Z780 en los indígenas de Latinoamérica.                                                                                             |
|  | |
|  | \| \| Q-M3 predominante en los pueblos Indígenas de América. En Chukotka. \| \| \| \| \| \| Q-L804 en el norte de Europa. \| \| \| \| |
|  | |
|  | Q-M3 predominante en los pueblos Indígenas de América. En Chukotka.                                                                   |
|  | |
|  | Q-L804 en el norte de Europa. |
|  | |

|  | Q-M3 predominante en los pueblos Indígenas de América. En Chukotka. |
|  |                                                                     |
|  | Q-L804 en el norte de Europa.                                       |
|  |                                                                     |

|  | Q-Z780 en los indígenas de Latinoamérica.                                                                                             |
|  | |
|  | \| \| Q-M3 predominante en los pueblos Indígenas de América. En Chukotka. \| \| \| \| \| \| Q-L804 en el norte de Europa. \| \| \| \| |
|  | |
|  | Q-M3 predominante en los pueblos Indígenas de América. En Chukotka.                                                                   |
|  | |
|  | Q-L804 en el norte de Europa. |
|  | |

|  | Q-M3 predominante en los pueblos Indígenas de América. En Chukotka. |
|  |                                                                     |
|  | Q-L804 en el norte de Europa.                                       |
|  |                                                                     |

| Q‑NWT01 | \| \| Q-M120 en Asia Oriental. \| \| \| \| \| \| Q-YP1500 en esquimales y en Kamchatka. \| \| \| \| |
|         | \| \| Q-M120 en Asia Oriental. \| \| \| \| \| \| Q-YP1500 en esquimales y en Kamchatka. \| \| \| \| |
|         | Q-M25 disperso en Eurasia.                                                                          |
|         | |
|         | Q-M120 en Asia Oriental.                                                                            |
|         | |
|         | Q-YP1500 en esquimales y en Kamchatka.                                                              |
|         | |

|  | Q-M120 en Asia Oriental.               |
|  |                                        |
|  | Q-YP1500 en esquimales y en Kamchatka. |
|  |                                        |

|  | Q-Z780 en los indígenas de Latinoamérica.                                                                                             |
|  | |
|  | \| \| Q-M3 predominante en los pueblos Indígenas de América. En Chukotka. \| \| \| \| \| \| Q-L804 en el norte de Europa. \| \| \| \| |
|  | |
|  | Q-M3 predominante en los pueblos Indígenas de América. En Chukotka.                                                                   |
|  | |
|  | Q-L804 en el norte de Europa. |
|  | |

|  | Q-M3 predominante en los pueblos Indígenas de América. En Chukotka. |
|  |                                                                     |
|  | Q-L804 en el norte de Europa.                                       |
|  |                                                                     |

|  | Q-Z780 en los indígenas de Latinoamérica.                                                                                             |
|  | |
|  | \| \| Q-M3 predominante en los pueblos Indígenas de América. En Chukotka. \| \| \| \| \| \| Q-L804 en el norte de Europa. \| \| \| \| |
|  | |
|  | Q-M3 predominante en los pueblos Indígenas de América. En Chukotka.                                                                   |
|  | |
|  | Q-L804 en el norte de Europa. |
|  | |

|  | Q-M3 predominante en los pueblos Indígenas de América. En Chukotka. |
|  |                                                                     |
|  | Q-L804 en el norte de Europa.                                       |
|  |                                                                     |

|  | Q-Z780 en los indígenas de Latinoamérica.                                                                                             |
|  | |
|  | \| \| Q-M3 predominante en los pueblos Indígenas de América. En Chukotka. \| \| \| \| \| \| Q-L804 en el norte de Europa. \| \| \| \| |
|  | |
|  | Q-M3 predominante en los pueblos Indígenas de América. En Chukotka.                                                                   |
|  | |
|  | Q-L804 en el norte de Europa. |
|  | |

|  | Q-M3 predominante en los pueblos Indígenas de América. En Chukotka. |
|  |                                                                     |
|  | Q-L804 en el norte de Europa.                                       |
|  |                                                                     |

|  | Q-Z780 en los indígenas de Latinoamérica.                                                                                             |
|  | |
|  | \| \| Q-M3 predominante en los pueblos Indígenas de América. En Chukotka. \| \| \| \| \| \| Q-L804 en el norte de Europa. \| \| \| \| |
|  | |
|  | Q-M3 predominante en los pueblos Indígenas de América. En Chukotka.                                                                   |
|  | |
|  | Q-L804 en el norte de Europa. |
|  | |

|  | Q-M3 predominante en los pueblos Indígenas de América. En Chukotka. |
|  |                                                                     |
|  | Q-L804 en el norte de Europa.                                       |
|  |                                                                     |

|  | Q-Z780 en los indígenas de Latinoamérica.                                                                                             |
|  | |
|  | \| \| Q-M3 predominante en los pueblos Indígenas de América. En Chukotka. \| \| \| \| \| \| Q-L804 en el norte de Europa. \| \| \| \| |
|  | |
|  | Q-M3 predominante en los pueblos Indígenas de América. En Chukotka.                                                                   |
|  | |
|  | Q-L804 en el norte de Europa. |
|  | |

|  | Q-M3 predominante en los pueblos Indígenas de América. En Chukotka. |
|  |                                                                     |
|  | Q-L804 en el norte de Europa.                                       |
|  |                                                                     |

|  | Q-Z780 en los indígenas de Latinoamérica.                                                                                             |
|  | |
|  | \| \| Q-M3 predominante en los pueblos Indígenas de América. En Chukotka. \| \| \| \| \| \| Q-L804 en el norte de Europa. \| \| \| \| |
|  | |
|  | Q-M3 predominante en los pueblos Indígenas de América. En Chukotka.                                                                   |
|  | |
|  | Q-L804 en el norte de Europa. |
|  | |

|  | Q-M3 predominante en los pueblos Indígenas de América. En Chukotka. |
|  |                                                                     |
|  | Q-L804 en el norte de Europa.                                       |
|  |                                                                     |

|  | Q-Z780 en los indígenas de Latinoamérica.                                                                                             |
|  | |
|  | \| \| Q-M3 predominante en los pueblos Indígenas de América. En Chukotka. \| \| \| \| \| \| Q-L804 en el norte de Europa. \| \| \| \| |
|  | |
|  | Q-M3 predominante en los pueblos Indígenas de América. En Chukotka.                                                                   |
|  | |
|  | Q-L804 en el norte de Europa. |
|  | |

|  | Q-M3 predominante en los pueblos Indígenas de América. En Chukotka. |
|  |                                                                     |
|  | Q-L804 en el norte de Europa.                                       |
|  |                                                                     |

|  | Q-Z780 en los indígenas de Latinoamérica.                                                                                             |
|  | |
|  | \| \| Q-M3 predominante en los pueblos Indígenas de América. En Chukotka. \| \| \| \| \| \| Q-L804 en el norte de Europa. \| \| \| \| |
|  | |
|  | Q-M3 predominante en los pueblos Indígenas de América. En Chukotka.                                                                   |
|  | |
|  | Q-L804 en el norte de Europa. |
|  | |

|  | Q-M3 predominante en los pueblos Indígenas de América. En Chukotka. |
|  |                                                                     |
|  | Q-L804 en el norte de Europa.                                       |
|  |                                                                     |

|  | Q-M378 especialmente en Asia del Sur y Cercano Oriente. |
|  |                                                         |
|  | Q-Y1150 en el Indostán.                                 |
|  |                                                         |

| Q‑NWT01 | \| \| Q-M120 en Asia Oriental. \| \| \| \| \| \| Q-YP1500 en esquimales y en Kamchatka. \| \| \| \| |
|         | \| \| Q-M120 en Asia Oriental. \| \| \| \| \| \| Q-YP1500 en esquimales y en Kamchatka. \| \| \| \| |
|         | Q-M25 disperso en Eurasia.                                                                          |
|         | |
|         | Q-M120 en Asia Oriental.                                                                            |
|         | |
|         | Q-YP1500 en esquimales y en Kamchatka.                                                              |
|         | |

|  | Q-M120 en Asia Oriental.               |
|  |                                        |
|  | Q-YP1500 en esquimales y en Kamchatka. |
|  |                                        |

|  | Q-Z780 en los indígenas de Latinoamérica.                                                                                             |
|  | |
|  | \| \| Q-M3 predominante en los pueblos Indígenas de América. En Chukotka. \| \| \| \| \| \| Q-L804 en el norte de Europa. \| \| \| \| |
|  | |
|  | Q-M3 predominante en los pueblos Indígenas de América. En Chukotka.                                                                   |
|  | |
|  | Q-L804 en el norte de Europa. |
|  | |

|  | Q-M3 predominante en los pueblos Indígenas de América. En Chukotka. |
|  |                                                                     |
|  | Q-L804 en el norte de Europa.                                       |
|  |                                                                     |

|  | Q-Z780 en los indígenas de Latinoamérica.                                                                                             |
|  | |
|  | \| \| Q-M3 predominante en los pueblos Indígenas de América. En Chukotka. \| \| \| \| \| \| Q-L804 en el norte de Europa. \| \| \| \| |
|  | |
|  | Q-M3 predominante en los pueblos Indígenas de América. En Chukotka.                                                                   |
|  | |
|  | Q-L804 en el norte de Europa. |
|  | |

|  | Q-M3 predominante en los pueblos Indígenas de América. En Chukotka. |
|  |                                                                     |
|  | Q-L804 en el norte de Europa.                                       |
|  |                                                                     |

|  | Q-Z780 en los indígenas de Latinoamérica.                                                                                             |
|  | |
|  | \| \| Q-M3 predominante en los pueblos Indígenas de América. En Chukotka. \| \| \| \| \| \| Q-L804 en el norte de Europa. \| \| \| \| |
|  | |
|  | Q-M3 predominante en los pueblos Indígenas de América. En Chukotka.                                                                   |
|  | |
|  | Q-L804 en el norte de Europa. |
|  | |

|  | Q-M3 predominante en los pueblos Indígenas de América. En Chukotka. |
|  |                                                                     |
|  | Q-L804 en el norte de Europa.                                       |
|  |                                                                     |

|  | Q-Z780 en los indígenas de Latinoamérica.                                                                                             |
|  | |
|  | \| \| Q-M3 predominante en los pueblos Indígenas de América. En Chukotka. \| \| \| \| \| \| Q-L804 en el norte de Europa. \| \| \| \| |
|  | |
|  | Q-M3 predominante en los pueblos Indígenas de América. En Chukotka.                                                                   |
|  | |
|  | Q-L804 en el norte de Europa. |
|  | |

|  | Q-M3 predominante en los pueblos Indígenas de América. En Chukotka. |
|  |                                                                     |
|  | Q-L804 en el norte de Europa.                                       |
|  |                                                                     |

|  | Q-Z780 en los indígenas de Latinoamérica.                                                                                             |
|  | |
|  | \| \| Q-M3 predominante en los pueblos Indígenas de América. En Chukotka. \| \| \| \| \| \| Q-L804 en el norte de Europa. \| \| \| \| |
|  | |
|  | Q-M3 predominante en los pueblos Indígenas de América. En Chukotka.                                                                   |
|  | |
|  | Q-L804 en el norte de Europa. |
|  | |

|  | Q-M3 predominante en los pueblos Indígenas de América. En Chukotka. |
|  |                                                                     |
|  | Q-L804 en el norte de Europa.                                       |
|  |                                                                     |

|  | Q-Z780 en los indígenas de Latinoamérica.                                                                                             |
|  | |
|  | \| \| Q-M3 predominante en los pueblos Indígenas de América. En Chukotka. \| \| \| \| \| \| Q-L804 en el norte de Europa. \| \| \| \| |
|  | |
|  | Q-M3 predominante en los pueblos Indígenas de América. En Chukotka.                                                                   |
|  | |
|  | Q-L804 en el norte de Europa. |
|  | |

|  | Q-M3 predominante en los pueblos Indígenas de América. En Chukotka. |
|  |                                                                     |
|  | Q-L804 en el norte de Europa.                                       |
|  |                                                                     |

|  | Q-Z780 en los indígenas de Latinoamérica.                                                                                             |
|  | |
|  | \| \| Q-M3 predominante en los pueblos Indígenas de América. En Chukotka. \| \| \| \| \| \| Q-L804 en el norte de Europa. \| \| \| \| |
|  | |
|  | Q-M3 predominante en los pueblos Indígenas de América. En Chukotka.                                                                   |
|  | |
|  | Q-L804 en el norte de Europa. |
|  | |

|  | Q-M3 predominante en los pueblos Indígenas de América. En Chukotka. |
|  |                                                                     |
|  | Q-L804 en el norte de Europa.                                       |
|  |                                                                     |

|  | Q-Z780 en los indígenas de Latinoamérica.                                                                                             |
|  | |
|  | \| \| Q-M3 predominante en los pueblos Indígenas de América. En Chukotka. \| \| \| \| \| \| Q-L804 en el norte de Europa. \| \| \| \| |
|  | |
|  | Q-M3 predominante en los pueblos Indígenas de América. En Chukotka.                                                                   |
|  | |
|  | Q-L804 en el norte de Europa. |
|  | |

|  | Q-M3 predominante en los pueblos Indígenas de América. En Chukotka. |
|  |                                                                     |
|  | Q-L804 en el norte de Europa.                                       |
|  |                                                                     |

| Q‑NWT01 | \| \| Q-M120 en Asia Oriental. \| \| \| \| \| \| Q-YP1500 en esquimales y en Kamchatka. \| \| \| \| |
|         | \| \| Q-M120 en Asia Oriental. \| \| \| \| \| \| Q-YP1500 en esquimales y en Kamchatka. \| \| \| \| |
|         | Q-M25 disperso en Eurasia.                                                                          |
|         | |
|         | Q-M120 en Asia Oriental.                                                                            |
|         | |
|         | Q-YP1500 en esquimales y en Kamchatka.                                                              |
|         | |

|  | Q-M120 en Asia Oriental.               |
|  |                                        |
|  | Q-YP1500 en esquimales y en Kamchatka. |
|  |                                        |

|  | Q-Z780 en los indígenas de Latinoamérica.                                                                                             |
|  | |
|  | \| \| Q-M3 predominante en los pueblos Indígenas de América. En Chukotka. \| \| \| \| \| \| Q-L804 en el norte de Europa. \| \| \| \| |
|  | |
|  | Q-M3 predominante en los pueblos Indígenas de América. En Chukotka.                                                                   |
|  | |
|  | Q-L804 en el norte de Europa. |
|  | |

|  | Q-M3 predominante en los pueblos Indígenas de América. En Chukotka. |
|  |                                                                     |
|  | Q-L804 en el norte de Europa.                                       |
|  |                                                                     |

|  | Q-Z780 en los indígenas de Latinoamérica.                                                                                             |
|  | |
|  | \| \| Q-M3 predominante en los pueblos Indígenas de América. En Chukotka. \| \| \| \| \| \| Q-L804 en el norte de Europa. \| \| \| \| |
|  | |
|  | Q-M3 predominante en los pueblos Indígenas de América. En Chukotka.                                                                   |
|  | |
|  | Q-L804 en el norte de Europa. |
|  | |

|  | Q-M3 predominante en los pueblos Indígenas de América. En Chukotka. |
|  |                                                                     |
|  | Q-L804 en el norte de Europa.                                       |
|  |                                                                     |

|  | Q-Z780 en los indígenas de Latinoamérica.                                                                                             |
|  | |
|  | \| \| Q-M3 predominante en los pueblos Indígenas de América. En Chukotka. \| \| \| \| \| \| Q-L804 en el norte de Europa. \| \| \| \| |
|  | |
|  | Q-M3 predominante en los pueblos Indígenas de América. En Chukotka.                                                                   |
|  | |
|  | Q-L804 en el norte de Europa. |
|  | |

|  | Q-M3 predominante en los pueblos Indígenas de América. En Chukotka. |
|  |                                                                     |
|  | Q-L804 en el norte de Europa.                                       |
|  |                                                                     |

|  | Q-Z780 en los indígenas de Latinoamérica.                                                                                             |
|  | |
|  | \| \| Q-M3 predominante en los pueblos Indígenas de América. En Chukotka. \| \| \| \| \| \| Q-L804 en el norte de Europa. \| \| \| \| |
|  | |
|  | Q-M3 predominante en los pueblos Indígenas de América. En Chukotka.                                                                   |
|  | |
|  | Q-L804 en el norte de Europa. |
|  | |

|  | Q-M3 predominante en los pueblos Indígenas de América. En Chukotka. |
|  |                                                                     |
|  | Q-L804 en el norte de Europa.                                       |
|  |                                                                     |

|  | Q-Z780 en los indígenas de Latinoamérica.                                                                                             |
|  | |
|  | \| \| Q-M3 predominante en los pueblos Indígenas de América. En Chukotka. \| \| \| \| \| \| Q-L804 en el norte de Europa. \| \| \| \| |
|  | |
|  | Q-M3 predominante en los pueblos Indígenas de América. En Chukotka.                                                                   |
|  | |
|  | Q-L804 en el norte de Europa. |
|  | |

|  | Q-M3 predominante en los pueblos Indígenas de América. En Chukotka. |
|  |                                                                     |
|  | Q-L804 en el norte de Europa.                                       |
|  |                                                                     |

|  | Q-Z780 en los indígenas de Latinoamérica.                                                                                             |
|  | |
|  | \| \| Q-M3 predominante en los pueblos Indígenas de América. En Chukotka. \| \| \| \| \| \| Q-L804 en el norte de Europa. \| \| \| \| |
|  | |
|  | Q-M3 predominante en los pueblos Indígenas de América. En Chukotka.                                                                   |
|  | |
|  | Q-L804 en el norte de Europa. |
|  | |

|  | Q-M3 predominante en los pueblos Indígenas de América. En Chukotka. |
|  |                                                                     |
|  | Q-L804 en el norte de Europa.                                       |
|  |                                                                     |

|  | Q-Z780 en los indígenas de Latinoamérica.                                                                                             |
|  | |
|  | \| \| Q-M3 predominante en los pueblos Indígenas de América. En Chukotka. \| \| \| \| \| \| Q-L804 en el norte de Europa. \| \| \| \| |
|  | |
|  | Q-M3 predominante en los pueblos Indígenas de América. En Chukotka.                                                                   |
|  | |
|  | Q-L804 en el norte de Europa. |
|  | |

|  | Q-M3 predominante en los pueblos Indígenas de América. En Chukotka. |
|  |                                                                     |
|  | Q-L804 en el norte de Europa.                                       |
|  |                                                                     |

|  | Q-Z780 en los indígenas de Latinoamérica.                                                                                             |
|  | |
|  | \| \| Q-M3 predominante en los pueblos Indígenas de América. En Chukotka. \| \| \| \| \| \| Q-L804 en el norte de Europa. \| \| \| \| |
|  | |
|  | Q-M3 predominante en los pueblos Indígenas de América. En Chukotka.                                                                   |
|  | |
|  | Q-L804 en el norte de Europa. |
|  | |

|  | Q-M3 predominante en los pueblos Indígenas de América. En Chukotka. |
|  |                                                                     |
|  | Q-L804 en el norte de Europa.                                       |
|  |                                                                     |

|  | Q-M378 especialmente en Asia del Sur y Cercano Oriente. |
|  |                                                         |
|  | Q-Y1150 en el Indostán.                                 |
|  |                                                         |

## Paragrupo Q*
Q* se ha encontrado poco en India y Pakistán. Importante en Afganistán, presentando 16% en pashtunes (paragrupo Q-M242 xMEH2, xM378). Poco en Irán.

## Haplogrupo Q1
Q1 (MEH2, L472/F903, L474) está bien disperso por Eurasia y es predominante en los pueblos indígenas de América. Se habría originado hace unos 30 mil años.

### Q1a
Q1a (F1096, F1215, F1251, F3243)
- Q1a1 (NWT01/F746) es el haplogrupo más común entre los inuit (Inuvialuit, Inupiat), con mayor frecuencia en Groenlandia (46%).[16]
  - Q1a1a (M120, M265/N14) (antes Q1) Q-M120 es un linaje típico de Asia Oriental, forma parte del acervo genético originario de las etnias huaxia y han en China, posee una antigua conexión con Siberia y se diversifica en el noroeste de China entre hace 3000 a 5000 años.[17] Baja frecuencia en chinos, coreanos, dungan, hazaras, tibetanos,[7][18] japoneses[19] y mongoles, también en el Cercano Oriente e India
    - Q-M120*: encontrado en Perú y antiguos restos de Mongolia de hace 3 mil años.[15]
    - Q-Y515: extendido en China.[15]

  - Q1a1b (YP1500) Tiene unos 16 mil años de antigüedad. Se encontró Q-NWT01 (xM265) en el 31% de los inuit groenlandeses.[20] Se identificó como Q-MEH2* en restos de hace 4.000-5.500 años de la cultura Saqqaq en Groenlandia,[21] que podrían estar relacionado con la presencia de Q1a*-MEH2 (10%) en koryaks.[22]
    - Q-YP1500*: en antiguos restos de Yakutia (Siberia) de hace 10 mil años.[15]
    - Q-Z36017 (B143/YP1469): encontrado en Kamchatka (Siberia). También en restos humanos en Chukotka de hace 2 mil años, en Saqqaq (Groenlandia) de hace 4 mil[15] y en Yakutia de hace  10 mil años.[23]

- Q1a2 (M25, M143) (antes Q2) En Irán, Líbano y Turquía, encontrado en Siberia y Mongolia
  - Q1a2a (L712) en Europa central y oriental; y en Asia del Sur, Asia Occidental, Siberia y China
  - Q-YP1669: encontrado en Irlanda del Norte[15]

### Q1b

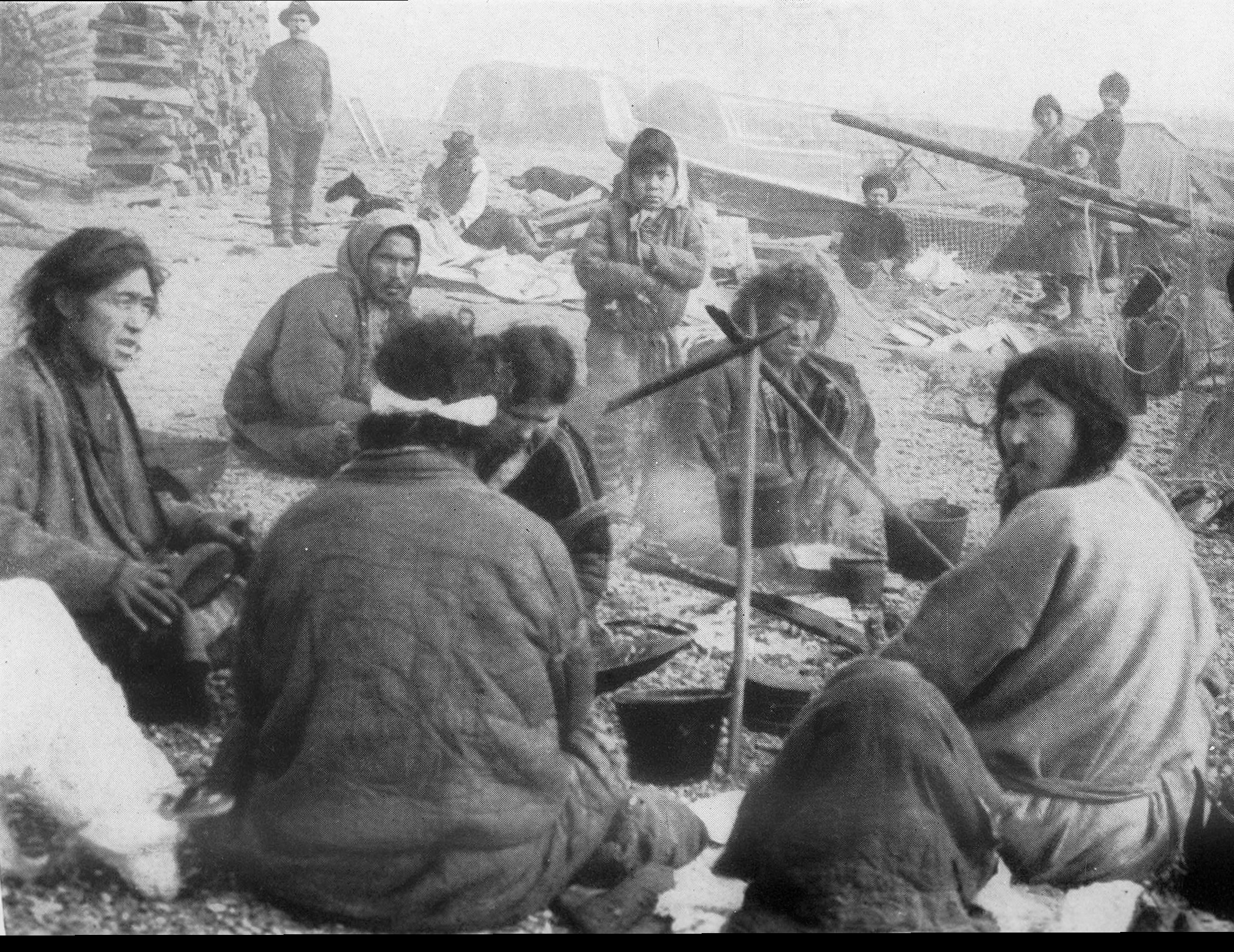
En el pueblo siberiano ket, cerca del 95% de los hombres presentan el haplogrupo Q1b (foto de 1914)

Q1b (M346, L56/S324) (antes Q6 y Q4) se presenta en baja frecuencia en India y Tíbet. También en Pakistán, Arabia Saudita, EAU y encontrado en khantys y kazajos
- Q1b1 (L53, L55, L213)
  - Q-L53*: Al norte de la región Altái, Mongolia.
  - Q1b1a (L54): Propio tanto de los nativos americanos como de los europeos[27] y al norte de Asia. Se habría originado hace unos 18 mil años.[15]
    - Q1b1a3 (L330, L334) Encontrado en europeos (Francia, Grecia, Ucrania, Rusia, Hungría) y en Asia Central. Al sur de la región Altái y en Mongolia. Predominante en los pueblos yeniseos (como el ket).[28]
      - Q-B287 (YP1102): Hallado en Irkutsk en restos de unos 4200 años.[23] Encontrado a lo largo de Rusia y en Asia Central.
      - Q-Y20260 (YP771): Hallado en Irkutsk en restos de unos 6000 años, en Jakasia de 4300, en Mongolia de 3600, en Kirguistán de 3100 y en Kazajistán de 2700 años de antigüedad. Actualmente se encuentra disperso en Asia Central, y Europa Oriental.[23]

    - Q-M1107
      - Q1b1a2 (Z780, CTS1780): Bien extendido en México, Centroamérica y Sudamérica, originado hace unos 15 mil años.[29] Es el grupo más común en nativos americanos después de Q-M3.[30] Se encontró Q-L54*(xM3) en México, en mayas y en restos de un niño (Anzick-1) de la cultura Clovis de hace 12.600 años.[31][32]
        - M191 En México
        - L400, L401 En nativos americanos[27]

      - Q1b1a1 (M930/CTS11969)
        - Q1b1a1a (M3/DYS199, M826, M836) (antes Q3) Predominante absoluto en los pueblos indígenas de América y originado hace unos 15.000 años. Fue hallado en el hombre de Kennewick (Washington) de hace 9 mil años. En nativos sudamericanos se encontró 92%.[33] Común en los pueblos nativos del extremo oriental de Siberia como los chukchis, esquimo-siberianos y koryaks.
          - Q-M3*: Presente en todos los pueblos amerindios, predominante en Sudamérica, Centroamérica y Norteamérica, común incluso en los pueblos esquimales y na-dené (atabascanos, tinglit y haida).[16] Mayoritario en Ecuador.[34] En los inuit de Groenlandia se encontró Q-M3 (xM19, M194, L663, SA01 y L766) en el 23% de los hombres.[20]
          - Q1b1a1a1 (M848/CTS2610): Muy común en Estados Unidos, México, Centroamérica, Caribe, Colombia, Ecuador, Perú, Brasil, Bolivia, Paraguay y Argentina.
            - M19 En algunos indígenas de Sudamérica como los ticuna y los wayúu[33]
            - M194 En Sudamérica
            - M199, P106, P292 En Sudamérica
            - SA01 En Perú. Es típico de los pueblos andinos.
            - M557 En pueblos andinos.

          - Q1b1a1a2 (FGC8469/Y4276): En Estados Unidos, México y Chukotka (Siberia)

        - Q1b1a1b (L804): En el norte de Europa. En Alemania, Escandinavia y Gran Bretaña,[35]

  - Q1b1b (YP4010, BZ577) en Rusia
    - Q-YP4010*: en Kamchatka
    - Q-YP4004: importante en Chechenia. Encontrado en numerosos restos en Irkutsk que promedian unos 5 mil años de antigüedad.[15]

- Q1b2 (B28, Y2659) 
  - Q-Z5902: En tamiles de Sri Lanka.[36] Poco pero extendido en Asia. Hallado en restos de Siberia (Jakasia, Altái) de hace 4 a 5 mil años.[23]
  - Q-L940: en el norte de Europa, en Asia Central, Rusia, Afganistán, India y Georgia[37]
    - Q-L940*: encontrado en Jakasia (Siberia) en restos de hace 4 mil años.[15]
    - Q-L932: especialmente en Europa y Cercano Oriente
    - Q-L527: es el subclado Q más importante en Europa
      - Q-L527*: encontrado en Bulgaria
      - Q-Y4827: especialmente en Suecia y en segundo lugar en Noruega, Finlandia e Inglaterra.[15]

- Q-M323 (antes Q5, Q6, Q4 o Q1a6) En judíos yemeníes y en un 15%[38]

### Otros
Grupos que no se han validado:
- Q-P89.1 ha sido registrado entre los tłįchǫ (3%) del noroeste de Canadá y algunos otros nativos norteamericanos.[16]
- Q-ss4bp (llamado Q5 o Q7) en indoeuropeos de la India[2]

## Haplogrupo Q2
Q2 (L275) en tártaros, en Asia Central, Afganistán, Sur de Asia, Europa oriental y central
- Q2a (F1213)
  - Q2a1 (M378, L214) Baja frecuencia en hazaras, sindhis y uigures,[39] disperso en Irán. Representa una huella de la diáspora judía, pues es encontrado en judíos askenazí en un 5%,[40] mizrajíes y sefardíes.[41]
    - Q-Y2265 especialmente en Asia del sur.[15]
    - Q2a1a (L245) especialmente en el Cercano Oriente, también en el Cáucaso, Europa Central, Sicilia y otros.

- Q2b (Q-Y1150)
  - Q2b*: en bengalíes de Bangladés.[15]
  - Q-Y1144
    - YP755: en Pakistán
    - Y29468: en el subcontinente indio. Encontrado en Tartaristán (Rusia) e Italia[15]

| Haplogrupos del cromosoma Y humano |                  |   |   |    |    |    |    |    |   |   |     |     |     |     |    |    |    |    |     |     |     |    |    |   |
|                                    | Adán cromosómico |   |   |    |    |    |    |    |   |   |     |     |     |     |    |    |    |    |     |     |     |    |    |   |
|                                    | A                |   |   |    |    |    |    |    |   |   |     |     |     |     |    |    |    |    |     |     |     |    |    |   |
|                                    |                  |   |   | BT |    |    |    |    |   |   |     |     |     |     |    |    |    |    |     |     |     |    |    |   |
|                                    |                  | B | B | B  | CT | CT |    |    |   |   |     |     |     |     |    |    |    |    |     |     |     |    |    |   |
|                                    |                  |   |   | DE | DE | CF | CF | CF |   |   |     |     |     |     |    |    |    |    |     |     |     |    |    |   |
|                                    |                  |   | D | E  |    | C  | C  | F  | F | F |     |     |     |     |    |    |    |    |     |     |     |    |    |   |
|                                    |                  |   |   |    | C1 | C2 |    | G  | H | H | IJK | IJK | IJK | IJK |    |    |    |    |     |     |     |    |    |   |
|                                    |                  |   |   |    |    |    |    |    |   |   | IJ  | K   | K   | K   | K  | K  | K  |    |     |     |     |    |    |   |
|                                    |                  |   |   |    |    |    |    |    |   | I | J   |     |     | LT  | K2 | K2 | K2 | K2 | K2  | K2  |     |    |    |   |
|                                    |                  |   |   |    |    |    |    |    |   |   |     |     | L   | T   |    | MS | MS | MS | MS  | P   | P   | P  | NO |   |
|                                    |                  |   |   |    |    |    |    |    |   |   |     |     |     |     |    | M  | S  |    | Q   | R   | R   |    | N  | O |
|                                    |                  |   |   |    |    |    |    |    |   |   |     |     |     |     |    |    |    |    |     | R1  | R1  | R2 |    |   |
|                                    |                  |   |   |    |    |    |    |    |   |   |     |     |     |     |    |    |    |    | R1a | R1a | R1b |    |    |   |
|                                    |                  |   |   |    |    |    |    |    |   |   |     |     |     |     |    |    |    |    |     |     |     |    |    |   |